# جسیکا هالبروک
جسیکا هالبروک (انگلیسی: Jessica Holbrook؛ زادهٔ ۱ اوت ۱۹۹۲) بازیکن سابق فوتبال اهل انگلستان است. هالبروک برای منچسترسیتی و لیورپول در سوپر لیگ زنان انگلستان بازی کرده است.
وی همچنین در تیم ملی فوتبال زیر ۱۷ سال زنان انگلستان بازی کرده است.